# Donat Golaz
Donat Golaz (* 7. Juli 1852 in Buttes; † 14. Juli 1900 in Orbe; heimatberechtigt in L’Abbaye) war ein Schweizer Politiker (FDP).

## Biografie
Golaz studierte an der Akademie Lausanne und war von 1877 bis 1885 und von 1893 bis 1900 als Notar und von 1878 bis 1885 als Zivilstandsbeamter in Orbe tätig.
In den Jahren 1882 bis 1885 sowie von 1893 bis 1900 war er Deputierter im Grossen Rat des Kantons Waadt. 1895 war er dessen Präsident. 1883 wurde er in den Nationalrat, in dem er bis 1885 Einsitz hatte, gewählt. Von 1885 bis 1893 stand er im Staatsrat des Kantons Waadt dem Militärdepartement vor. Von 1894 bis 1900 vertrat er den Kanton Waadt im Ständerat.
Er förderte den Ausbau des Eisenbahnnetzes seiner Region und war unter anderem Verwaltungsrat der Orbe-Chavornay-Bahn und der Jura-Simplon-Bahn.